# Васильківщина
Василькі́вщина — село в Україні, у Кролевецькій міській громаді Конотопського району Сумської області. Населення становить 28 осіб. До 2020 орган місцевого самоврядування — Гречкинська сільська рада.

## Географія
Село Васильківщина знаходиться за 2 км від лівого берега річки Есмань, та за 1,5 км від села Білогриве. Село оточене лісовим масивом (сосна). Поруч проходять автомобільна дорога Т 1907 і залізниця, станція Пиротчине за 1,5 км.

## Символіка
На гербі зображені заєць та три ялинки, що символізує що село знаходиться серед великого лісового масиву.

## Історія
12 червня 2020 року, відповідно до розпорядження Кабінету Міністрів України № 723-р «Про визначення адміністративних центрів та затвердження територій територіальних громад Сумської області», село увійшло до складу Кролевецької міської громади.
19 липня 2020 року, в результаті адміністративно-територіальної реформи та ліквідації Кролевецького району, увійшло до складу новоутвореного Конотопського району.